# Gerichtsamt Zwickau
Das Gerichtsamt Zwickau war in den Jahren zwischen 1856 und 1874 die unterste Verwaltungseinheit und von 1856 bis 1879 nach der Abschaffung der Patrimonialgesetzgebung und der damit verbundenen Aufhebung des Rent- und Justizamtes Zwickau im Königreich Sachsen, Eingangsgericht. Es hatte seinen Amtssitz in der Stadt Zwickau.

## Geschichte
Unter König Johann von Sachsen erfolgte nach dem Tod von dessen Amtsvorgänger nach dem Vorbild anderer Staaten des Deutschen Bundes die Abschaffung der Patrimonialgesetzgebung. An die Stelle der bisher im Königreich Sachsen in Stadt und Land vorhandenen Gerichte der untersten Instanz traten die zentral gelegenen Bezirksgerichte und Gerichtsämter in nahezu allen größeren Städten. Die Details der Verwaltungsreform regelte das sächsische Gerichtsverfassungsgesetz vom 11. August 1855 und die Verordnung über die Bildung der Gerichtsbezirke vom 2. September 1856.
Stichtag für das Inkrafttreten der neuen Behördenstruktur im Königreich Sachsen war der 1. Oktober 1856. Das Gerichtsamt Zwickau unterstand dem zuständigen Bezirksgericht Zwickau. Der Gerichtsbezirk bestand aus Auerbach, Bockwa, Brand, Cainsdorf, Crossen, Ebersbrunn, Eckersbach, Helmsdorf, Lichtentanne, Marienthal, Mosel (Mittel-, Nieder- und anteilig Obermosel), Niederhohndorf, Niederplanitz (mit Neudörfel), Niederschindmaas (anteilig), Oberhohndorf, Oberplanitz, Pöhlau, Pölbitz, Reinsdorf (anteilig), Schedewitz, Schneppendorf, Schönfels, Stenn, Thanhof, Vielau (anteilig), Weißenborn und Wendisch-Rottmannsdorf.
Zwickau war also wie beispielsweise Freiberg gleichzeitig Sitz eines Bezirksgerichts und eines Gerichtsamtes. In solchen Städten standen die Eigenschaften eines Gerichtsamtes für die Rechtspflege innerhalb des Weichbildes der Stadt dem Bezirksgericht zu. Die Polizei und die Polizeigerichtsbarkeit aber stand, mit Ausnahme des Pass- und Fremdenwesens, welches das Gerichtsamt verwaltete, dem Stadtrat zu. Er war zuständig für die gesamte Wohlfahrts-, Sicherheits-, Gewerbe- und Gesindepolizei sowie das städtische Innungswesen.
Nach der Neustrukturierung der Gerichtsorganisation gemäß dem Gesetz über die Organisation der Behörden für die innere Verwaltung vom 21. April 1873 gingen die Verwaltungsbefugnisse der Gerichtsämter 1874 auf die umgestalteten bzw. neu gebildeten Amtshauptmannschaften über.
Seitdem das bisherige königliche Gericht als königliches Gerichtsamt bezeichnet wurde, führte sein Vorstand den Titel Gerichtshauptmann.
Das Gerichtsamt Zwickau wurde im Zuge der Neustrukturierung der sächsischen Gerichtsorganisation gemäß dem Gesetz über die Organisation der Behörden für die innere Verwaltung vom 21. April 1873 Teil der im Jahre 1874 neugeschaffenen Amtshauptmannschaft Zwickau.
Das Gerichtsamt Zwickau wurde 1879 auf Grund des Gesetzes über die Bestimmungen zur Ausführung des Gerichtsverfassungsgesetzes im Deutschen Reich vom 27. Januar 1877 und des Gesetzes über die Zuständigkeit der Gerichte in Sachen der nichtstreitigen Gerichtsbarkeit vom 1. März 1879 durch das neugegründete Amtsgericht Zwickau abgelöst.

## Gerichtsgebäude

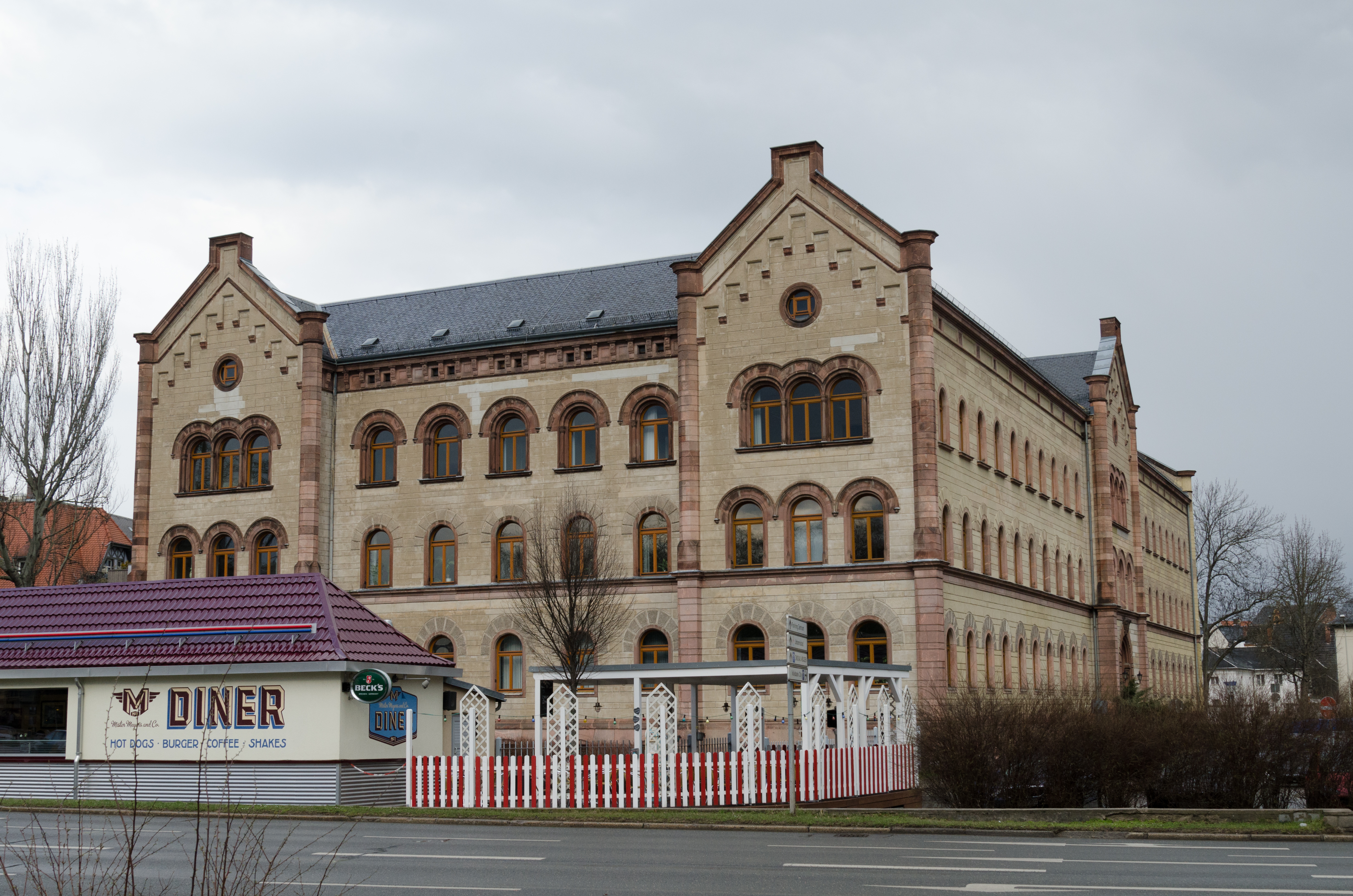
Gerichtsgebäude

1853–1856 wurde das Gerichtsgebäude (Dr.-Friedrichs-Ring 21) erbaut. Es wurde später vom Amtsgericht und heute als Finanzamt genutzt. Es steht unter Denkmalschutz.

## Schriftliche Überlieferung
Die Archivalien des Gerichtsamts Zwickau werden als Bestand 33040 Gerichtsamt Zwickau heute im Sächsischen Staatsarchiv – Staatsarchiv Chemnitz verwaltet. Dieser lückenhaft überlieferte Bestand umfasst 1,23 laufende Meter Archivgut aus den Jahren 1839 bis 1900.